# Херстедт, Аксель
Карл Аксель Херстедт (швед. Karl Axel Härstedt; род. 28 февраля 1987, Тебю) — шведский легкоатлет, специалист по метанию диска. Выступал за сборную Швеции по лёгкой атлетике в 2000-х и 2010-х годах, победитель Кубка Европы, чемпион и призёр первенств национального значения, участник летних Олимпийских игр в Рио-де-Жанейро.

## Биография
Аксель Херстедт родился 28 февраля 1987 года в Тебю, пригороде Стокгольма.
Впервые заявил о себе в лёгкой атлетике на международном уровне в сезоне 2005 года, когда вошёл в состав шведской национальной сборной и выступил в метании диска на юниорском европейском первенстве в Каунасе.
В 2006 году метал диск на юниорском мировом первенстве в Пекине.
В 2007 году на молодёжном европейском первенстве в Дебрецене показал результат 53,44 метра, но в финал не вышел.
На чемпионате Европы 2014 года в Цюрихе сумел выйти в финал, где с результатом 60,01 занял итоговое 12-е место.
В 2015 году одержал победу на чемпионате Швеции в Сёдерхамне (63,07), выступил на чемпионате мира в Пекине (60,52).
В марте 2016 года победил на Кубке Европы по метаниям в Араде (62,73), тогда как в июле на домашних соревнованиях в Хельсингборге установил свой личный рекорд — 66,03 метра. Участвовал в чемпионате Европы в Амстердаме, однако провалил здесь все три попытки. Выполнив олимпийский квалификационный норматив (65,00), удостоился права защищать честь страны на летних Олимпийских играх в Рио-де-Жанейро — в программе метания диска на предварительном квалификационном этапе показал результат 63,58 метра, затем в финале метнул диск на 62,12 и закрыл десятку сильнейших итогового протокола.
После Олимпиады в Рио Херстедт остался действующим спортсменом на ещё один олимпийский цикл и продолжил принимать участие в крупнейших международных турнирах. Так, в 2018 году он стартовал на чемпионате Европы в Берлине — показал результат 61,19 метра, чего оказалось недостаточно для выхода в финал.